# Saison 1 de Jericho
Pour les articles homonymes, voir Jéricho (homonymie).
Chronologie
Saison 2 de Jericho
Cet article présente le guide des épisodes de la série télévisée Jericho diffusée du 20 septembre 2006 au 9 mai 2007 sur CBS et du 3 novembre 2007 au 6 septembre 2008 sur M6.

## Distribution
- Skeet Ulrich : Jake Green
- Lennie James : Robert Hawkins
- Ashley Scott : Emily Sullivan
- Kenneth Mitchell : Eric Green
- Michael Gaston : Gray Anderson
- Gerald McRaney : Johnston Green
- Pamela Reed : Gail Green
- Sprague Grayden : Heather Lisinski
- Shoshannah Stern : Bonnie Richmond
- Brad Beyer : Stanley Richmond
- Alicia Coppola : Mimi Clark
- Erik Knudsen : Dale Turner
- Richard Speight Jr. : Bill Kohler

## Épisodes

### Épisode 1:Le Chaos
- États-Unis : 20 septembre 2006
- France : 3 novembre 2007

- Beth Grant (Gracie Leigh)
- Leon Russom (le shérif)
- Alex Carter (le chef de pompier)
- Vic Polizos (Shep Cale)
- Richard Speight Jr. (Bill)
- Bruce Bohne (Oliver)
- Bob Stephenson (Jimmy)
- Candace Bailey (Skylar Stevens)
- Taylor Nichols (Norman Perry)
- Clare Carey (Mary Bailey)
- Darby Stanchfield (April Green)
- Joseph Castanon (Woody)

### Épisode 2:Sous terre
- États-Unis : 27 septembre 2006
- France : 3 novembre 2007

- Beth Grant (Gracie Leigh)
- Vic Polizos (Shep Cale)
- Clare Carey (Mary Bailey)
- Richard Speight Jr. (Bill)
- Darby Stanchfield (April Green)
- Bob Stephenson (Jimmy)
- Jonno Roberts (Acteur)
- Candace Bailey (Skylar Stevens)

### Épisode 3:Les Cavaliers de l'Apocalypse
- États-Unis : 4 octobre 2006
- France : 3 novembre 2007

- Beth Grant (Gracie Leigh)
- Vic Polizos (Shep Cale)
- Clare Carey (Mary Bailey)
- Richard Speight Jr. (Bill)
- Darby Stanchfield (April Green)
- Bob Stephenson (Jimmy)
- James Eckhouse (Scott Rennie)
- Candace Bailey (Skylar Stevens)

### Épisode 4:L'Inconnu
- États-Unis : 11 octobre 2006
- France : 10 novembre 2007

- Beth Grant (Gracie Leigh)
- Clare Carey (Mary Bailey)
- Richard Speight Jr. (Bill)
- Darby Stanchfield (April Green)
- Bob Stephenson (Jimmy)

### Épisode 5:Alerte
- États-Unis : 18 octobre 2006
- France : 10 novembre 2007

- Shiloh Fernandez (Sean Henthorn)
- Beth Grant (Gracie Leigh)
- Clare Carey (Mary Bailey)
- Richard Speight Jr. (Bill)
- Darby Stanchfield (April Green)
- Bob Stephenson (Jimmy)

### Épisode 6:Vivre ensemble
- États-Unis : 25 octobre 2006
- France : 10 novembre 2007

- Shiloh Fernandez (Sean Henthorn)
- Beth Grant (Gracie Leigh)
- Clare Carey (Mary Bailey)
- Richard Speight Jr. (Bill)
- Darby Stanchfield (April Green)
- Bob Stephenson (Jimmy)
- Clayne Crawford (Mitchell Cafferty)
- April Parker-Jones (Darcy Hawkins)
- Candace Bailey (Skylar Stevens)
- Jazz Raycole (Allison Hawkins)

### Épisode 7:Les Démons du passé
- États-Unis : 1er novembre 2006
- France : 24 novembre 2007

- James Remar (Jonah Prowse)
- Candace Bailey (Skylar Stevens)
- Beth Grant (Gracie Leigh)
- Clayne Crawford (Mitchell Cafferty)
- Richard Speight Jr. (Bill)
- Darby Stanchfield (April Green)
- Bob Stephenson (Jimmy)
- Doug Spinuzza (Pete)
- Clare Carey (Mary Bailey)
- April Parker-Jones (Darcy Hawkins)
- Jazz Raycole (Allison Hawkins)

### Épisode 8:Question de vie ou de mort
- États-Unis : 8 novembre 2006
- France : 24 novembre 2007

- D.B. Sweeney (Goetz)
- Darby Stanchfield (April Green)
- Bob Stephenson (Jimmy)
- Aasif Mandvi (Kenchy Duwhalia)
- Theo Rossi (Randy Payton)
- April Parker-Jones (Darcy Hawkins)
- Jazz Raycole (Allison Hawkins)
- Sterling Ardrey (Samuel Hawkins)

### Épisode 9:Le Jour de notre mariage
- États-Unis : 15 novembre 2006
- France : 24 novembre 2007

- James Remar (Jonah Prowse)
- D.B. Sweeney (Goetz)
- Christopher Wiehl (Roger Hammond)
- Clare Carey (Mary Bailey)
- Richard Speight Jr. (Bill)
- Darby Stanchfield (April Green)
- Bob Stephenson (Jimmy)
- Aasif Mandvi (Kenchy Duwhalia)
- April Parker-Jones (Darcy Hawkins)
- Jazz Raycole (Allison Hawkins)
- Sterling Ardrey (Samuel Hawkins)

### Épisode 10:Et la lumière fut
- États-Unis : 22 novembre 2006
- France : 1er décembre 2007

- James Remar (Jonah Prowse)
- Beth Grant (Gracie Leigh)
- Clayne Crawford (Mitchell Cafferty)
- Clare Carey (Mary Bailey)
- Darby Stanchfield (April Green)
- Bob Stephenson (Jimmy)
- April Parker-Jones (Darcy Hawkins)
- Jazz Raycole (Allison Hawkins)
- Sterling Ardrey (Samuel Hawkins)

### Épisode 11:Vox populi
- États-Unis : 29 novembre 2006
- France : 1er décembre 2007

- Shiloh Fernandez (Sean Henthorn)
- James Remar (Jonah Prowse)
- Beth Grant (Gracie Leigh)
- Clayne Crawford (Mitchell Cafferty)
- Christopher Wiehl (Roger Hammond)
- Clare Carey (Mary Bailey)
- Richard Speight Jr. (Bill)
- Bob Stephenson (Jimmy)
- Aasif Mandvi (Kenchy Dhuwalia)
- April Parker-Jones (Darcy Hawkins)
- Sterling Ardrey (Samuel Hawkins)

### Épisode hors saison:Retour à Jericho
- États-Unis : 14 février 2007

### Épisode 12:Le Monde d'avant
- États-Unis : 21 février 2007
- France : 1er décembre 2007

- Clayne Crawford (Mitchell Cafferty)
- Darby Stanchfield (April Green)
- Christopher Wiehl (Roger Hammond)
- Mark Adair-Rios (Freddie Ruiz)
- Clare Carey (Mary Bailey)
- Maurice Godin (le recruteur)
- Andrew Borba (le contact)
- Siena Goines (Sarah)
- James Parks (Agent Hicks)
- April Parker-Jones (Darcy Hawkins)
- Jazz Raycole (Allison Hawkins)
- Sterling Ardrey (Samuel Hawkins)
- Erica Munoz (Anna)

### Épisode 13:Amie ou Ennemie
- États-Unis : 28 février 2007
- France : 8 décembre 2007

- Clare Carey (Mary Bailey)
- Bob Stephenson (Jimmy)
- Siena Goines (Sarah Mason)
- April Parker-Jones (Darcy Hawkins)
- John Diehl (le marchand)
- Christopher Darga (Acteur)
- Christopher Wiehl (Roger Hammond)
- Jazz Raycole (Allison Hawkins)
- Sterling Ardrey (Samuel Hawkins)

### Épisode 14:Le Cœur de l'hiver
- États-Unis : 7 mars 2007
- France : 8 décembre 2007

- Christopher Wiehl (Roger Hammond)
- Darby Stanchfield (April Green)
- Siena Goines (Sarah Mason)
- April Parker-Jones (Darcy Hawkins)
- Ron Bottitta (le chasseur)

### Épisode 15:Semper Fidelis
- États-Unis : 14 mars 2007
- France : 8 décembre 2007

- Shiloh Fernandez (Sean Henthorn)
- Clare Carey (Mary Bailey)
- Christopher Wiehl (Roger Hammond)
- Darby Stanchfield (April Green)
- Erin Daniels (Maggie Mullin)
- Siena Goines (Sarah Mason)
- April Parker-Jones (Darcy Hawkins)
- Jazz Raycole (Allison Hawkins)
- Sterling Ardrey (Samuel Hawkins)
- James MacDonald (Sgt. Hill)

### Épisode 16:Le Chantage
- États-Unis : 28 mars 2007
- France : 15 décembre 2007

- Clare Carey (Mary Bailey)
- Bob Stephenson (Jimmy)
- Richard Speight Jr. (Bill)
- Darby Stanchfield (April Green)
- Timothy Omundson (Phil Constantino)
- April Parker-Jones (Darcy Hawkins)
- Aasif Mandvi (Kenchy Dhuwalia)
- David Meunier (Russell)
- Erica N. Tazel (Jessica Williams)
- Candace Bailey (Skylar Stevens)

### Épisode 17:Adieu
- États-Unis : 4 avril 2007
- France : 15 décembre 2007

- Candace Bailey (Skylar Stevens)
- Christopher Wiehl (Roger Hammond)
- Bob Stephenson (Jimmy)
- Richard Speight Jr. (Bill)
- April Parker-Jones (Darcy Hawkins)
- Jazz Raycole (Allison Hawkins)
- Ned Schmidtke (Rév. Frank Young)
- Erica N. Tazel (Jessica Williams)
- Jeff Parise (Kyle)
- Sterling Ardrey (Samuel Hawkins)

### Épisode 18:Les Confessions
- États-Unis : 11 avril 2007
- France : 15 décembre 2007

- Shiloh Fernandez (Sean Henthorn)
- Bob Stephenson (Jimmy)
- April Parker-Jones (Darcy Hawkins)
- Jazz Raycole (Allison Hawkins)
- Siena Goines (Sarah Mason)
- Andrew Borba (le contact)
- James Ransone (Daryl)
- Terry Maratos (le dealer)
- Daniel Benzali (Thomas Valente)

### Épisode 19:Casus Belli
- États-Unis : 18 avril 2007
- France : 15 décembre 2007

- Shiloh Fernandez (Sean Henthorn)
- Clare Carey (Mary Bailey)
- Candace Bailey (Skylar Stevens)
- Bob Stephenson (Jimmy)
- Timothy Omundson (Phil Constantino)
- Ned Bellamy (Adjoint Perkins)
- April Parker-Jones (Darcy Hawkins)
- David Meunier (Russell)
- Sterling Ardrey (Samuel Hawkins)

### Épisode 20:La Loi du plus fort
- États-Unis : 25 avril 2007
- France : 30 août 2008

- Clare Carey (Mary Bailey)
- Candace Bailey (Skylar Stevens)
- Richard Speight Jr. (Bill)
- Erin Daniels (Maggie Mullin)
- Timothy Omundson (Phil Constantino)
- Ned Bellamy (Adjoint Perkins)
- David Meunier (Russell)
- Mandy June Turpin (Arlene Carmichael)
- Dan Sachoff (Harry Carmichael)

### Épisode 21:Pacte avec le diable
- États-Unis : 2 mai 2007
- France : 30 août 2008

- Shiloh Fernandez (Sean Henthorn)
- Clare Carey (Mary Bailey)
- Candace Bailey (Skylar Stevens)
- Bob Stephenson (Jimmy)
- Richard Speight Jr. (Bill)
- Timothy Omundson (Phil Constantino)
- April Parker-Jones (Darcy Hawkins)
- Jazz Raycole (Allison Hawkins)
- Sandy Martin (Mme Herbert)
- Rob Reinis (le conducteur)
- James Remar (Jonah Prowse)
- Sterling Ardrey (Samuel Hawkins)

### Épisode 22:Le Dernier Combat
- États-Unis : 9 mai 2007
- France : 6 septembre 2008

- David Huddleston (E.J. Green)
- Candace Bailey (Skylar Stevens)
- Bob Stephenson (Jimmy)
- Richard Speight Jr. (Bill)
- Timothy Omundson (Phil Constantino)
- Darby Stanchfield (April Green)
- April Parker-Jones (Darcy Hawkins)
- Emily Swallow (l'infirmière)
- Titus Welliver (Col. Robert Hoffman)
- Daniel Benzali (Thomas Valente)